# Малый брахицереус
Малый брахицереус, или малый брахицер (лат. Brachycerus foveicollis) — вид семейства Brachycerinae.

## Описание
Жук длиной 6,5—8 мм. Каждое из надкрылий с двумя или четырьмя рядами конических неравных бугорков, на вершинах которых имеются короткие щетинки. Внутренний край задних голеней с короткими плоскими щетинками. Переднеспинка только впереди и у основания с двумя невысокими продольными килями, сверху во многочисленных крупных плоских ямках.

## Экология
Обитатель степных экосистем. Питается лилейными, в том числе на птицемлечнике.

## Распространение
Встречается от Венгрии, Турции до юга России.